# Спасательная шлюпка (фильм)
«Спасательная шлюпка» (англ. Lifeboat) — кинофильм режиссёра Альфреда Хичкока, снятый в 1944 году по мотивам никогда не публиковавшегося рассказа Джона Стейнбека.
Хотя фильм имел большую посещаемость в крупных городах США, он с треском провалился в прокате на периферии и в итоге стал одним из тех фильмов Хичкока, которые имели крайне неудачные сборы от проката.

## Сюжет
Вторая мировая война, Северная Атлантика. После кораблекрушения на спасательной шлюпке оказываются несколько членов экипажа и пассажиров потонувшего американского плавучего госпиталя. Неожиданно к лодке подплывает немецкий матрос Вилли с подводной лодки, торпедировавшей их судно (сама подлодка тоже затонула). Некоторые из спасшихся предлагают выкинуть немца за борт, однако другие их останавливают. Так как неизвестно, сколько придётся провести в лодке, то Риттенхауз предлагает распределить обязанности. Капитаном выбирают моториста Ковака. Курс разрешено проложить Вилли, поскольку он хорошо знает эти воды. Все уверены, что держат курс на Бермудские острова.
День проходит за днём, ситуация на лодке становится всё хуже. Неожиданно рулевой Гарретт, опираясь на звёзды, понимает, что курс, предложенный Вилли, является ложным. Снова возникает вопрос, что делать с пленным, однако неожиданно начинается шторм, во время которого ломается парус, уплывает вода и еда. И здесь выясняется, что Вилли вполне прилично владеет английским языком. Вдобавок после шторма он становится главным на лодке, поскольку именно благодаря его стараниям лодка во время шторма не переворачивается. Тогда, как другие страдают от отсутствия воды и еды, Вилли, как это ни странно, без утомления гребёт и поёт песни на родном языке.
Однажды ночью тяжёло больной Гас (которому вскоре после крушения Вилли умело ампутировал голень из-за гангрены, и к которому он испытывает некий интерес, потому что Гас является немецким эмигрантом), уже находящийся в бреду из-за жажды, замечает, что у Вилли есть бутылка. Он пытается сообщить об этом другим, но они все очень крепко спят, после чего Вилли, напоминая Гасу о том, что тот даже в эмиграции должен оставаться немцем, выталкивает его за борт. Остальные просыпаются слишком поздно, но, сопоставив факты, узнают правду. В том числе они замечают и то, что у Вилли на лице выступил пот и слезятся глаза, а значит он, в отличие от них, не страдает обезвоживанием. Вилли признаётся, что вовремя запасся питьевой водой (бочку с которой смыло во время шторма), и что он, будучи подводником, имеет специальные витаминные добавки. Он так же признаётся, что убил Гаса чисто из чувства солидарности (тот давно уже бредил), и затем хвастливо даёт остальным понять, что их опасения на счёт неправильного курса были верны — они плывут в территориальные воды Германской Империи. Впав в ярость, герои избивают Вилли и выталкивают за борт.
Через какое-то время они видят немецкий корабль и уже смирились с тем, что их возьмут в плен, но тут по кораблю открывает огонь судно союзников и топит его. Пока герои ожидают, когда их подберут, в лодку залезает выживший в крушении молодой немецкий солдат. Герои в замешательстве: с одной стороны, они обязаны оказать ему помощь, с другой — опасаются повторения ситуации с Вилли. Пока они размышляют, парень в испуге выхватывает пистолет, но тот у него быстро отнимают и выбрасывают за борт. Парень в ужасе спрашивает по-немецки «Вы не убьёте меня?», на что Ковак риторически спрашивает остальных, что делать с такими людьми, которым уже прочно внушили, что «человек человеку — волк». Журналистка Констанс замечает, что, возможно, ответ на этот вопрос знают только мёртвые.

## В ролях
- Таллула Бэнкхед — Констанс «Конни» Портер, фотожурналистка
- Уильям Бендикс — Гас Смит, член экипажа
- Уолтер Слезак — Вилли, немецкий подводник
- Мэри Андерсон — Элис Маккензи, медсестра
- Джон Ходяк — Джон Ковак, кочегар
- Генри Халл — Си Джи «Ритт» Риттенхауз, бизнесмен
- Хэзер Эйнджел — миссис Хигли, пассажирка
- Хьюм Кронин — Стэнли «Спаркс» Гэррет, член экипажа
- Канада Ли — Джордж «Джо» Спенсер, стюард
- Уильям Йеттер-младший — немецкий солдат (в титрах не указан)

Мэюррэй Эпер изначально был утверждён на роль Гаса Смита, но заболел и был заменён на Уильяма Бендикса буквально накануне начала съёмок.
Когда после Второй Мировой войны фильм показали в ФРГ, то, чтобы сохранить оригинальное языковое напряжение между Вилли и остальными персонажами, фильм всегда показывался только с субтитрами. Только в 2000-х годах был наконец сделан полный дубляж, в котором Вилли стал нидерландским добровольцем из Кригсмарине (соответственно, Констанс в немецком дубляже говорит с ним по-голландски).
Таллула Бэнкхед крайне негативно относилась к странам Оси и совершенно не скрывала своего презрения к Уолтеру Слезаку, хотя тот был австрийцем и открыто выражал презрение к Третьему Рейху.

## Награды
- 1944 — попадание в десятку лучших фильмов по версии Национального совета кинокритиков США.
- 1944 — премия кинокритиков Нью-Йорка за лучшую женскую роль (Таллула Бэнкхед).
- 1945 — три номинации на премию «Оскар»: лучшая операторская работа (Глен МакУильямс), лучшая режиссура (Альфред Хичкок), лучший литературный первоисточник (Джон Стейнбек).

## Факты
- 1993 по мотивам фильма снята картина «Спасательный модуль».
- По мотивам фильма была выпущена карточная ролевая настольная игра «Lifeboat», изданная и на русском языке с названием «За бортом!».